# 托特尼斯
托特尼斯（Totnes）是英格蘭德文郡的一個城鎮和民政教區。托特尼斯有著悠久的歷史，這裡在907年就已經有了一座城堡。托特尼斯現在是一個文化中心，當地有一個較有規模的新紀元運動社區。2011年，托特尼斯有人口8,076人。

## 友好城市
- 法國 维尔诺曼底